# Champlive
Champlive är en kommun i departementet Doubs i regionen Bourgogne-Franche-Comté i östra Frankrike. Kommunen ligger i kantonen Roulans som tillhör arrondissementet Besançon. År 2022 hade Champlive 250 invånare.

## Befolkningsutveckling
Antalet invånare i kommunen Champlive
Referens:INSEE